# Trentino (Wein)
Weine, die mit der Bezeichnung Trentino verkauft werden, besitzen seit 1971 eine „kontrollierte Herkunftsbezeichnung“ (Denominazione di origine controllata – DOC), die zuletzt am 7. März 2014 aktualisiert wurde.

## Erzeugung
Folgende Weintypen werden erzeugt:
- Trentino bianco: mindestens 80 % Chardonnay und/oder Pinot bianco sowie höchstens 20 % Sauvignon Blanc, Müller-Thurgau, Manzoni Bianco
- Trentino rosso: Cabernet Franc und/oder Cabernet Sauvignon und/oder Carmenère, einzeln oder gemeinsam, und Merlot
- Trentino Kretzer oder Trentino rosato: Enantio und/oder Vernatsch und/oder Teroldego und/oder Lagrein, zumindest paarweise, jeweils in einem Anteil von höchstens 70 %.

Mit der Angabe der Rebsorte werden folgende Weine in Verkehr gebracht, wenn sie zu mindestens 85 % aus der genannten Rebsorte bestehen. Höchstens 15 % andere analoge Rebsorten, die für den Anbau in der Provinz Trient zugelassen sind, dürfen zugesetzt werden (mit Ausnahme von Goldmuskateller, Rosenmuskateller und Gewürztraminer):
| Weißweine - Chardonnay - Goldmuskateller (Moscato giallo) - Müller-Thurgau - Nosiola - Weißburgunder (Pinot bianco) - Grauburgunder (Pinot grigio) - Riesling - Sauvignon Blanc - Gewürztraminer (Traminer aromatico) | Rotweine - Rosenmuskateller - Cabernet (Cabernet Franc und/oder Cabernet Sauvignon und/oder Carmenère) - Cabernet Franc - Cabernet Sauvignon - Lagrein (rot oder rosé) - Marzemino - Merlot - Pinot nero - Rebo |

Ein Wein mit der Bezeichnung Trentino Vino Santo muss zu mindestens 85 % aus der Rebsorte Nosiola hergestellt sein und mindestens 16 Vol.-% Alkohol besitzen. Der Wein darf frühestens ab dem 1. November des dritten Jahres, das auf die Ernte folgt, verkauft werden.

## Anbaugebiet
Der Anbau ist in der Autonomen Provinz Trient in folgenden Gemeinden genehmigt: Ala, Albiano, Aldeno, Arco, Avio, Besenello, Bleggio Inferiore, Bleggio Superiore, Brentonico, Caldonazzo, Calliano, Castelnuovo, Carzano, Cavedine, Cembra Lisignago, Cimone, Civezzano, Drena, Dro, Faedo, Altavalle, Garniga Terme, Giovo, Ivano Fracena, Madruzzo, Lavis, Mezzocorona, Mezzolombardo, Mori, Nago-Torbole, Nave San Rocco, Nogaredo, Nomi, Novaledo, Ospedaletto, Padergnone, Pergine Valsugana, Pomarolo, Riva del Garda, Roncegno, Roveré della Luna, Rovereto, San Michele all’Adige, Scurelle, Segonzano, Stenico, Storo, Telve, Telve di Sopra, Tenna, Tenno, Ton, Trambileno, Trento, Valda, Vallarsa, Vezzano, Castel Ivano, Villa Lagarina, Volano und Zambana.
Im Jahr 2016 wurden von 7141 Hektar Rebfläche 619.798 Hektoliter DOC-Wein produziert.